# Zurab Aleksidze
Zurab Aleksidze (georgisch ზურაბ ალექსიძე) ist ein georgischer Diplomat.

## Werdegang
Aleksidze war Direktor der Abteilung Asien, Afrika, Australien und Ozeanien im georgischen Außenministerium, bevor er am 29. Juni 2012 zum georgischen Botschafter in Indonesien ernannt wurde. Am 2. Oktober 2013 übergab er seine Zweitakkreditierung bei der ASEAN, am 27. Dezember als Botschafter in Singapur und am 24. Februar 2014  als Botschafter in Osttimor.
2018 wurde Aleksidze in Jakarta von Irakli Assaschwili abgelöst. 2021 war Aleksidze im georgischen Außenministerium stellvertretender Leiter und 2023/2024 Leiter der Abteilung Mittlerer Osten und Afrika.